# Zaretis isidora
Zaretis isidora är en fjärilsart som beskrevs av Pieter Cramer 1779/80. Zaretis isidora ingår i släktet Zaretis och familjen praktfjärilar. Inga underarter finns listade i Catalogue of Life.

## Bildgalleri

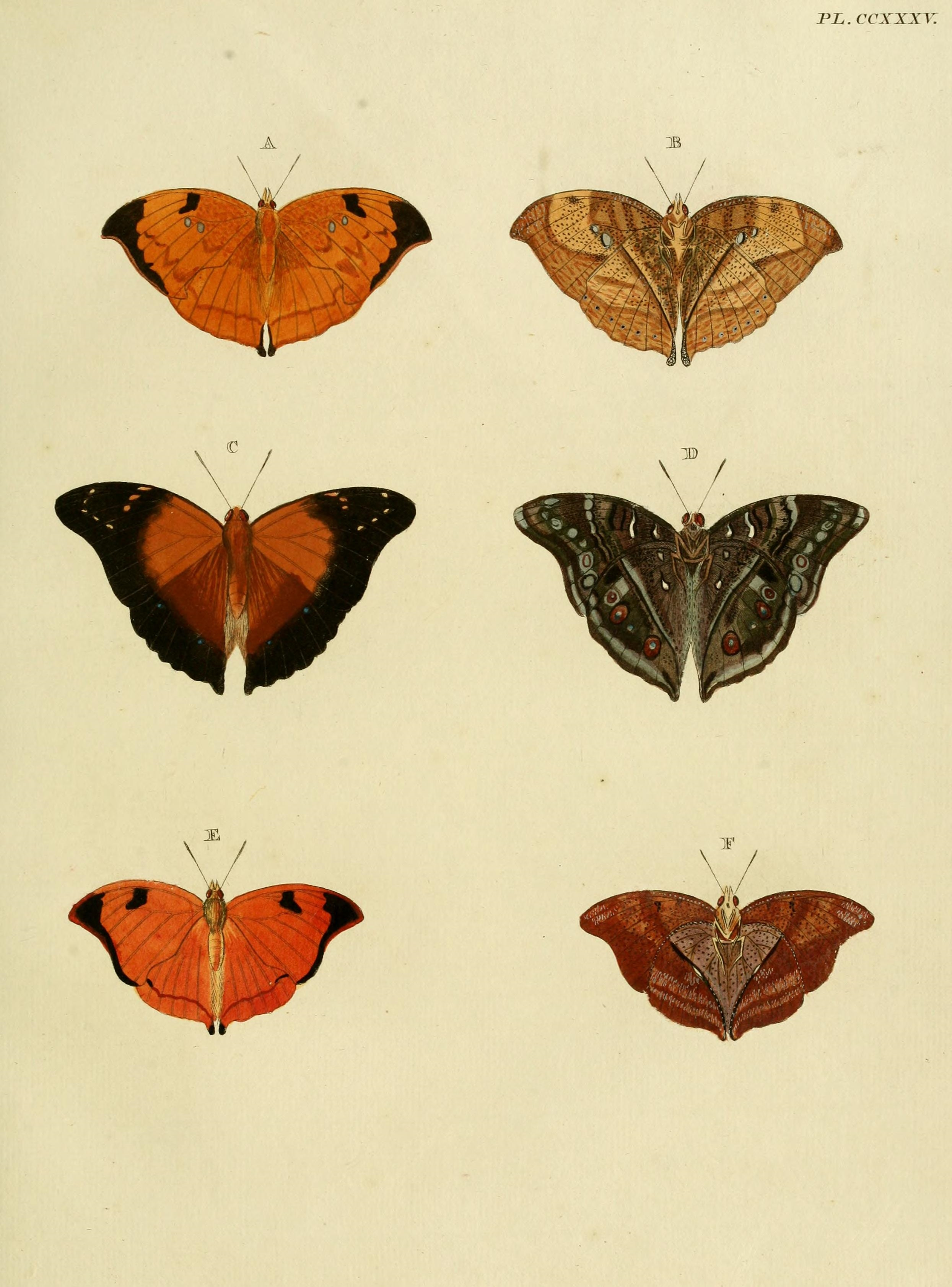
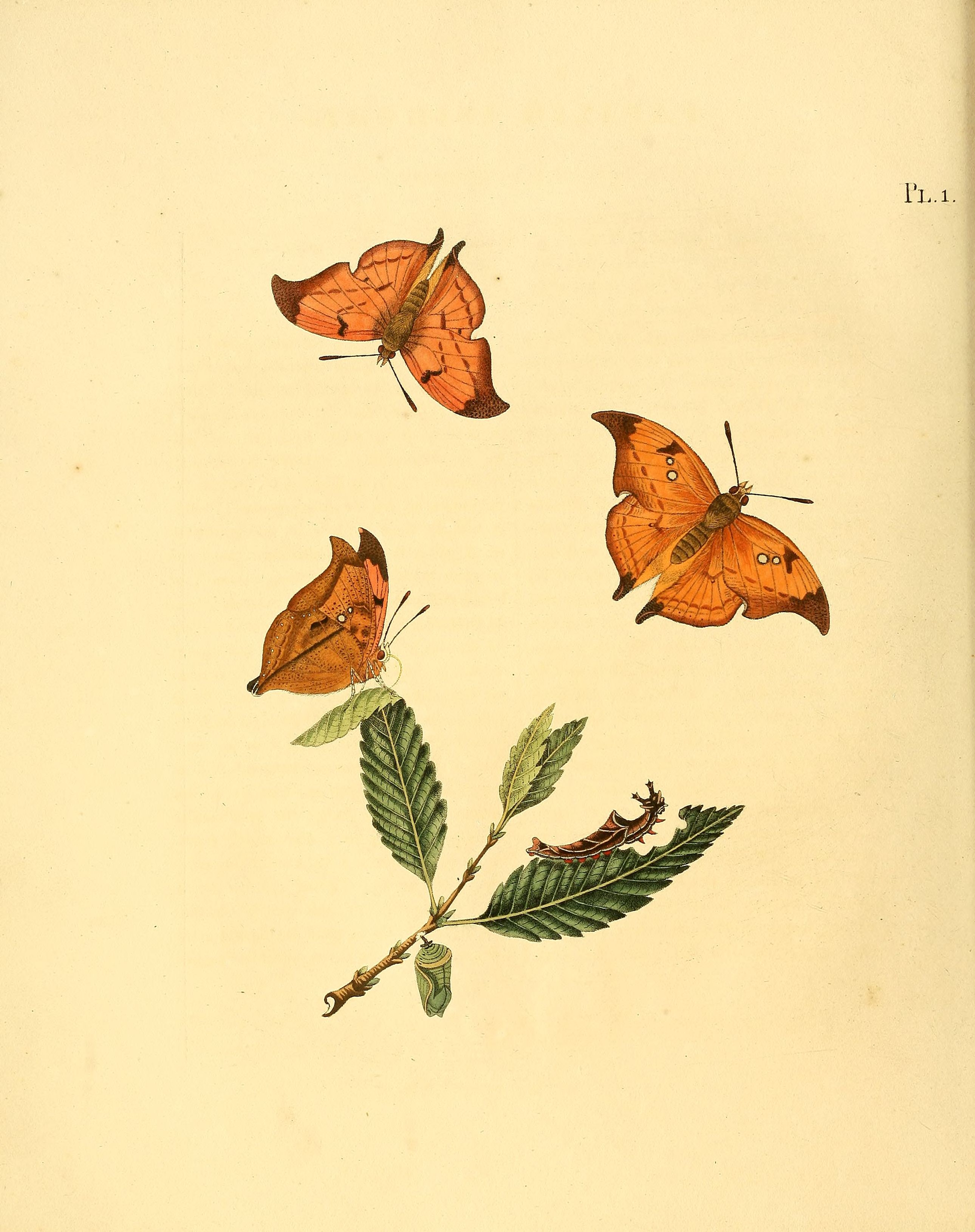
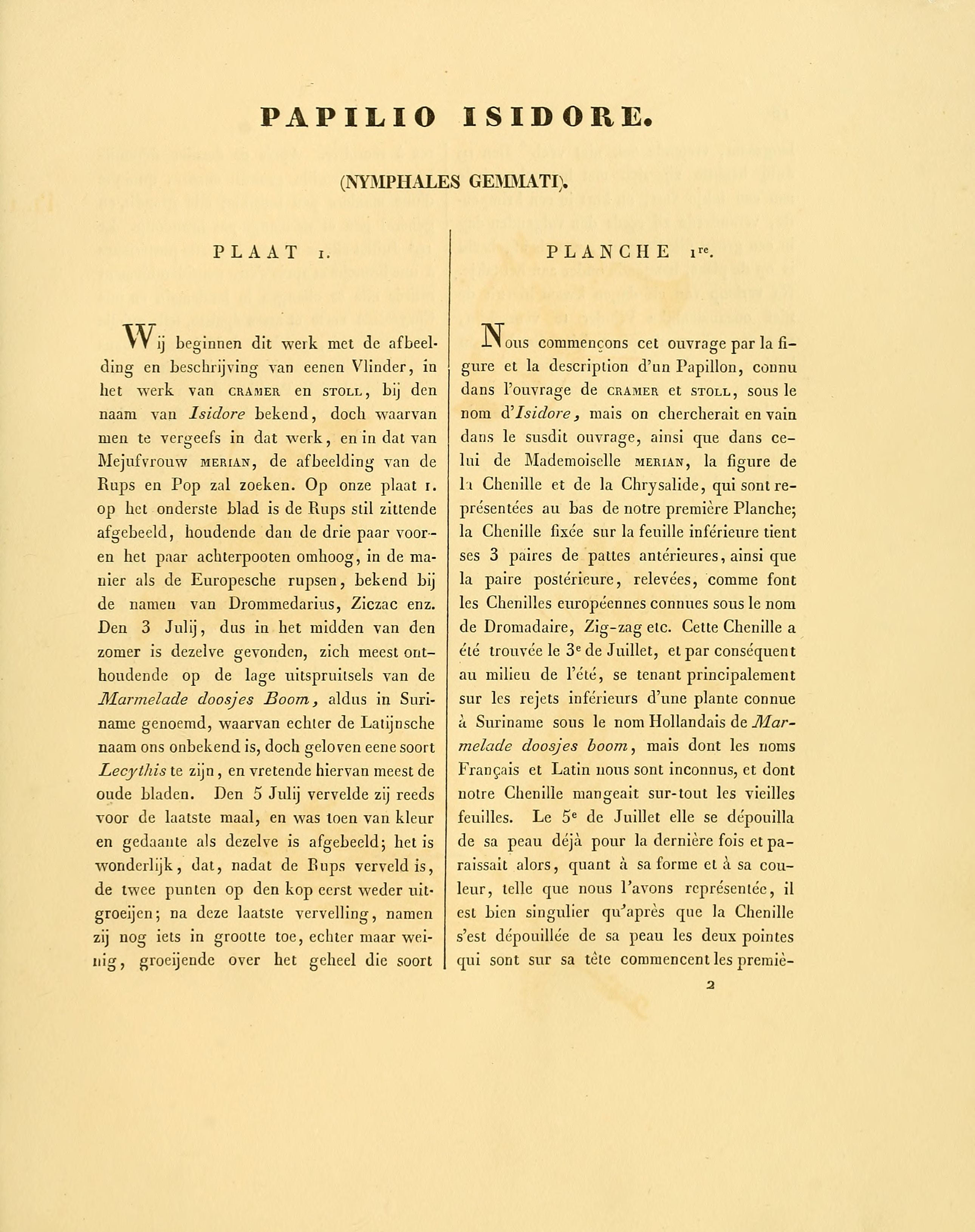
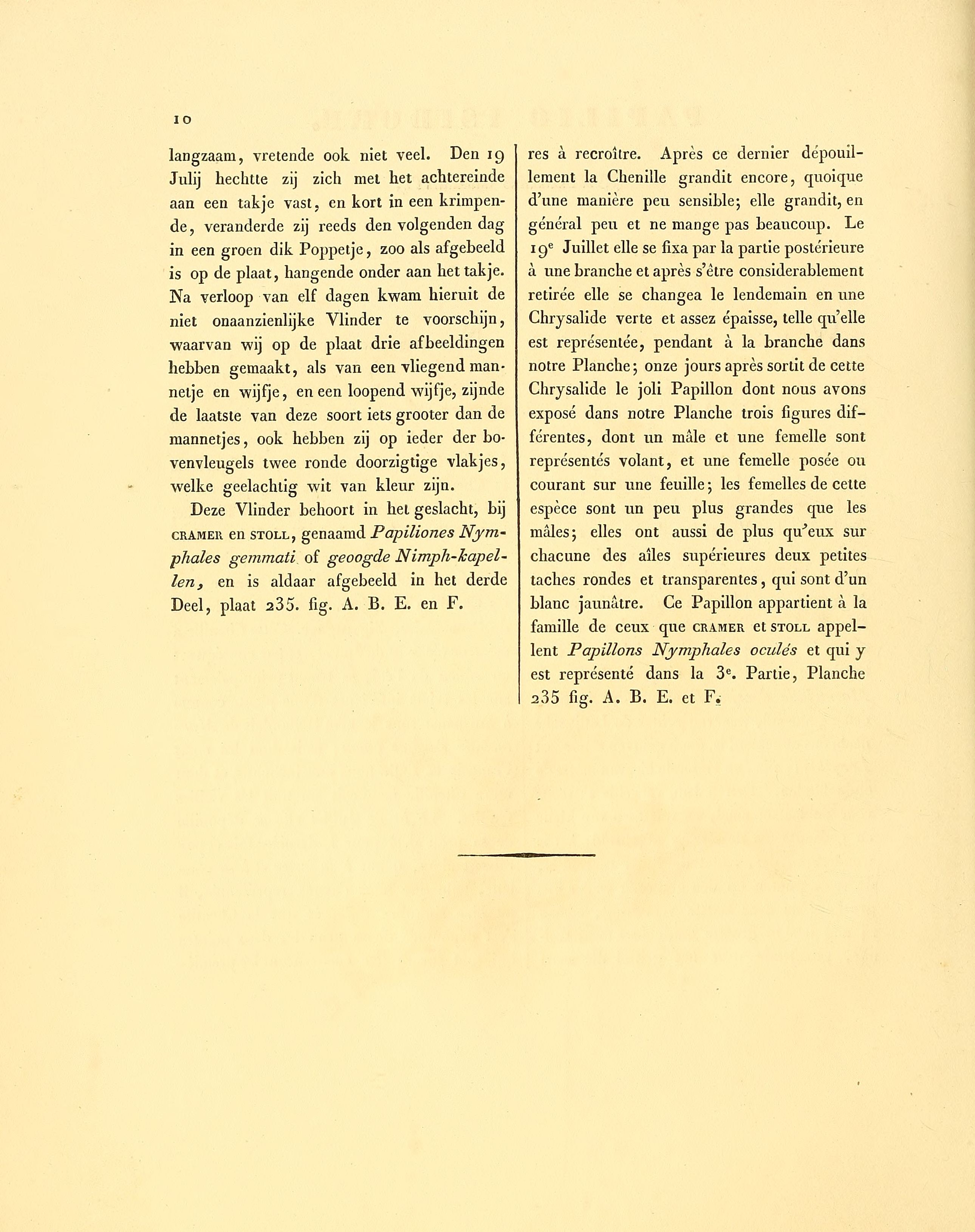
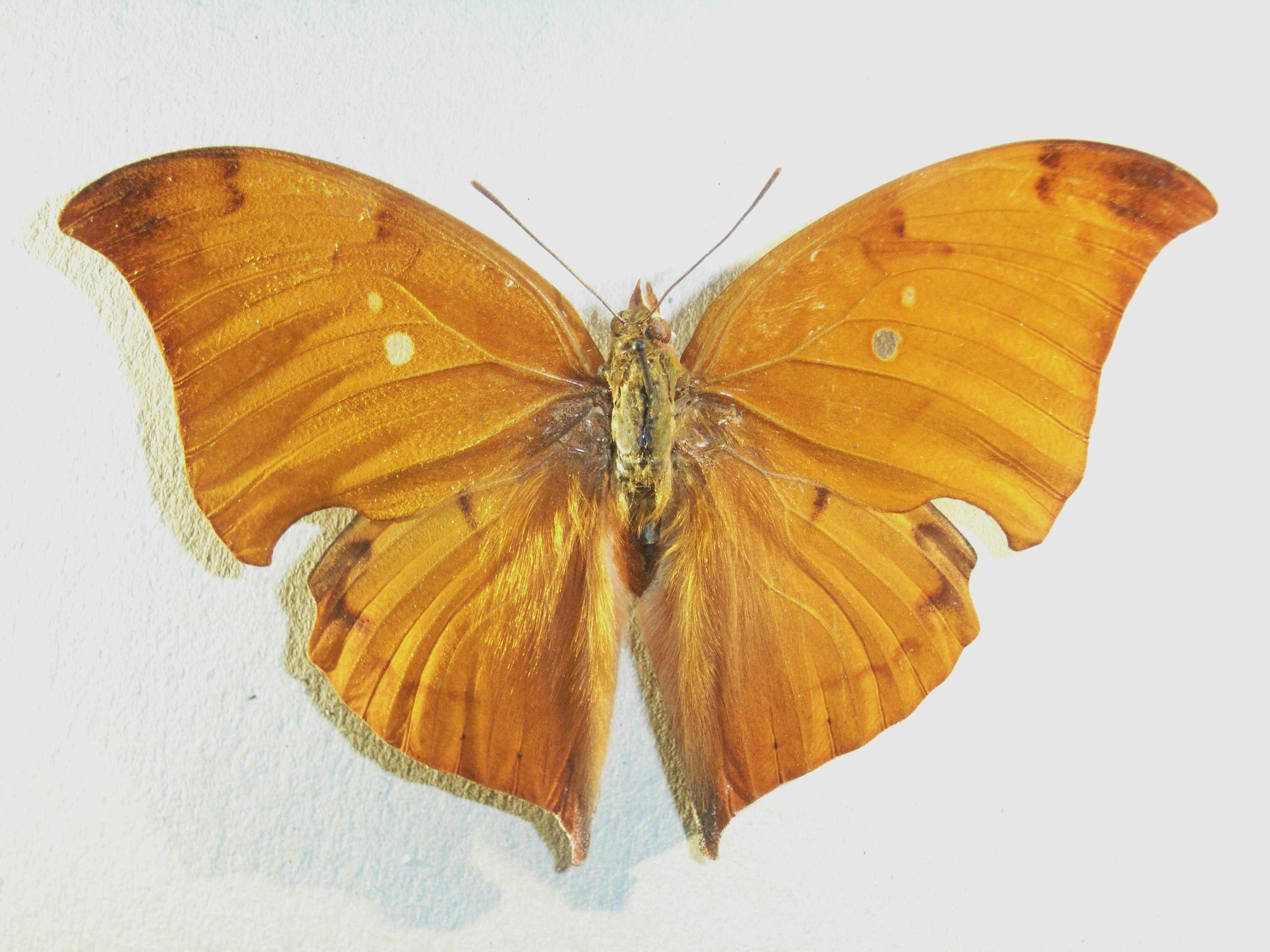
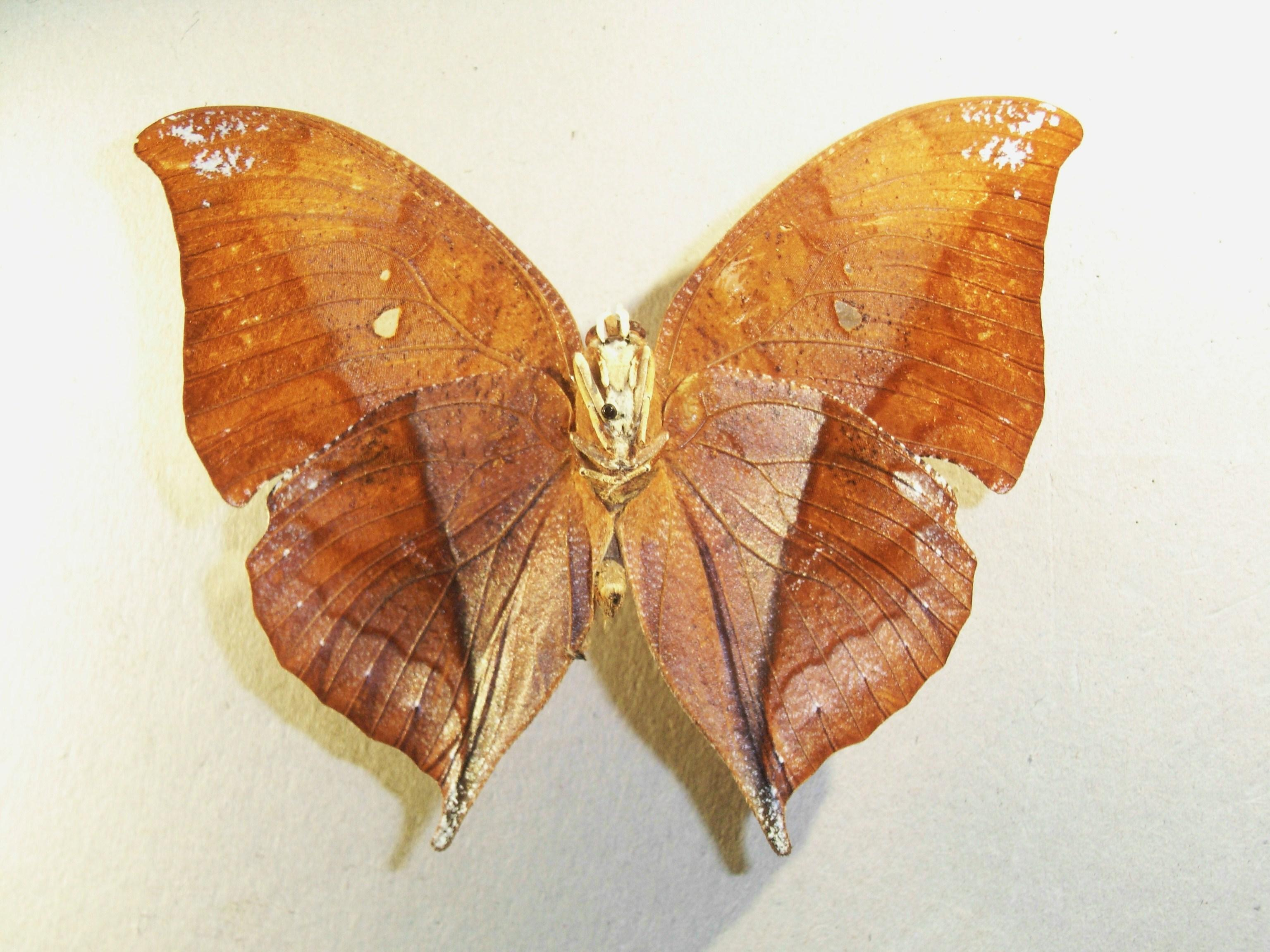